# William Smedley-Aston
William Smedley-Aston (1868-1941) est un artiste britannique. Avec sa femme Irene une photographe victorienne, il est membre du mouvement arts and crafts préraphaélite et membre du groupe d'artistes de Birmingham et de la Linked Ring Brotherhood. Il est également connu sous le nom de WS Aston ou W. Smedley.

## Biographie
Il joue un rôle déterminant dans l'encouragement et le financement des premiers films émouvants ou "Biographs" comme ils sont initialement connus, par l'intermédiaire de sa société British Biograph Co. 
Il est marié à Irene Smedley-Aston, qui figure dans de nombreuses photographies, peintures et dessins du mouvement Arts and Crafts parce que le couple est ami avec d'autres membres de la Birmingham School of Art et du Birmingham Group (artistes) tels que Joseph Southall (en), Arthur Gaskin et Maxwell Armfield. L'épouse d'Armfield, Constance Smedley est la cousine germaine de William. Constance est une écrivaine à succès qui, comme son mari, a fréquenté la Birmingham School of Art .
Il vit dans la maison de ville conçue par William & Francis Radford 77 Holland Park W14 à Londres et The Yew Trees, Henley-in-Arden, une maison à colombages du XVIe siècle, qui abrite sa célèbre collection de meubles anglais anciens, de maîtres anciens et de verres anglais très anciens. Un rapport d'évaluation de The Fine Art & General Insurance Company (qui fait maintenant partie d'Aviva) pour le verre détenu par la famille à partir de 1920 montre qu'il est assuré pour 2 000 £, ce qui, avec l'inflation en 2011, équivaut à 73 345 £ . La collection est vendue aux enchères en trois ventes (chacune de trois jours) par les commissaires-priseurs Grimleys tout au long des années 1920 et au début des années 1930. Les Yewtrees sont maintenant trois maisons, ayant été subdivisées, et les jardins de cinq acres sont construits.
Une grande partie de sa collection figure dans le livre Early English Furniture & Woodwork . 
Ils ont trois enfants :
- Michael Smedley-Aston (en), réalisateur et producteur qui lance les carrières de Sean Connery et Peter Sellers, entre autres.
- Rosemary Smedley-Aston, historienne médiéviste et épouse de John Milward, l'un des héritiers de Milwards Needles et du domaine de Glencripesdale. Ils vivent à Barlow Woodseats Hall (en) dans le Derbyshire.
- Ivo Smedley-Aston.

La famille est parente de John Smedley, qui a construit le château de Riber et dont l'entreprise existe toujours, produisant des vêtements de luxe. Le frère de William, J. Herbert (Bert) Aston, fonde ce qui est devenu (après sa fusion en 1919 sous le nom de Tube Investments Limited) TI Group. 